# Academia.edu
|              |                                 |
| Pravni oblik | privatna                        |
| Osnovana     | rujna 2008.                     |
| Sjedište     | San Francisco, Kalifornija, SAD |
| Čelnik       | Richard Price                   |
| Br. osoblja  | 37                              |
| Stranice     | https://www.academia.edu/       |

Academia.edu je društvena mreža za znanstvenike. Namjera tvoraca je da znanstvenici lakše mogu pronaći osobe koje se zanimaju za ista područja istraživanja odnosno povezati se sa svjetskom znanstveno-istraživačkom mrežom. Korisnici mreže imaju prigodu informirati se o najnovijim radovima objavljenim iz njihova područja od interesa, izlaganjima te porukama i statusima ljudi koje zanimaju iste teme. 2010. godine Academia.edu je imala više od 130.000 registriranih korisnika iz više od 60.000 različitih ustanova/zavoda/odjela koji pokrivaju preko 28.000 različitih područja istraživanja. Korisnici Academia.edu imaju vlastite korisničke račune, stvaraju vlastite stranice na kojima mogu objavljivati informacije u svezi sa svojim znanstvenim interesima, stavljati poveznice na cjelovite tekstove radova koje su objavili, slijediti aktivnosti pojedinih kolega, njihovu publicistiku i sl. Također je omogućen korisnicima uvid u to koliko ostalih korisnika slijedi njegove aktivnosti. Pri registriranju novi se korisnici trebaju svrstati u strukturno stablo svoje ustanove, što je potrebno napraviti. Studenoga 2018. mreža je imala više od 70 milijuna korisnika diljem svijeta.